# Колумбийская академия языка
Колумбийская академия языка (исп. Academia Colombiana de la Lengua) — научное учреждение Колумбии со штаб-квартирой в Боготе, входит в Ассоциацию академий испанского языка. Основана в 1871 году группой колумбийских филологов и писателей под руководством Руфино Хосе Куэрво и Мигеля Антонио Каро.

## История
Колумбийская Академия языка является старейшей академией испанского языка в Латинской Америке.
Первая штаб-квартира Академии располагалась в доме одного из её основателей и президента Мигеля Антонио Каро, впоследствии это здание было снесено при прокладке Девятнадцатого проспекта и Седьмого проспекта.
В настоящее время штаб-квартира Академии расположена в третьем квартале Семнадцатого проспекта, в здании, построенном в конце 1950-х годов. Нынешнее здание Академии построено по проекту испанского архитектора Альфредо Родригеса Ордаса в неоклассическом стиле. В этом здании в 1960 году проходил третий конгресс Ассоциации академий испанского языка, на котором была подписана Боготская конвенция.
С 1960 года Академия является официальным органом правительства Колумбии по вопросам лингвистики испанского языка.
В состав Академии входили видные колумбийские учёные и писатели — Мануэль Мария Малларино, Герман Арсиньегас, Хайме Санин Эчеверри, Диего Урибе Варгас, Отто Моралес Бенитес, Хуан Кобо Густаво Борда, Маруха Виейра, Марко Фидель Суарес, Фернандо Фореро Инестроза и другие.
В настоящее время директором Академии является Хайме Диас Посада.

## Библиотека Академии
Библиотека состоит из нескольких фондов, названных в честь людей, принёсших эти фонды в дар или ранее владевших ими. Например, фонд Антонио Гомеса Рестрепо, состоит примерно из 28 000 книг, приобретенных в 1971 году, к 100-летию со дня основания Академии по заказу тогдашнего директора библиотеки, Эдуардо Гусмана Эспозито.
Фонд Марио Германа Ромеро состоит из одиннадцати тысяч наименований книг и специального фонда документов, полученных в дар. Фонд Рафаэля Торреас Кинтеро, состоящий из 3000 названий, получен в дар; фонд Паеса Рубена Патиньо, состоящий из 2000 наименований, получен в дар.
В библиотеке имеются рукописи ряда авторов, как, например, Рафаэля Помбо, редкие издания «Дон Кихота» и другие библиографические редкости. В Академии также есть фонд в 2000 книг, предназначенных для студентов.